# Catasticta
Genre
Catasticta est un genre de lépidoptères (papillons) de la famille des Pieridae, de la sous-famille des Pierinae.

## Dénomination
- Le genre a été décrit par l'entomologiste Butler en 1870[1], sous le nom de Catasticta.
- L'espèce type est Euterpe nimbice (Boisduval, 1836).

### Synonymie
- Archonoia (Reissinger, 1972) [2]
- Pierinoia (Reissinger, 1972) [3]
- Leodontoia (Reissinger, 1972)[4]
- Hesperochoia (Reissinger, 1972)[5]

## Taxinomie

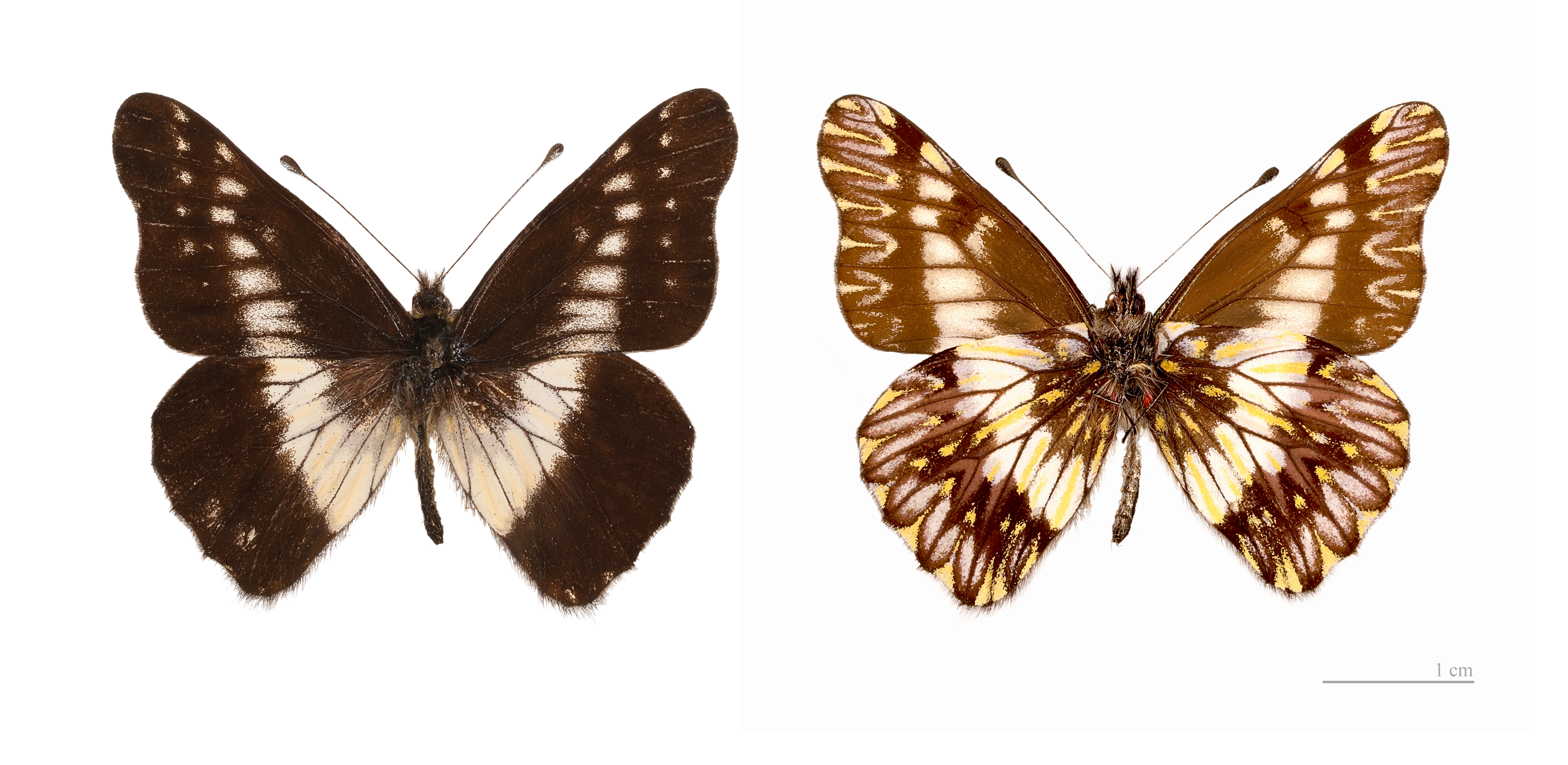
Catasticta susiana - Muséum de Toulouse

Il existe 5 sous-genres eux-mêmes divisés en groupes :
- Sous-genre Catasticta (Butler, 1870)

Groupe de flisa  
Catasticta bithys (Hübner, 1831)
Catasticta flisa (Herrich-Schäffer, 1858)
Catasticta huebneri (Lathy & Rosenberg, 1912)
Catasticta nimbice (Boisduval, 1836)
Catasticta  Groupe de resa (Butler & Druce, 1874)
Groupe de sisamnus  
Catasticta hegemon (Godman & Salvin, 1889)
Catasticta lisa (Baumann & Reissinger, 1969)
Catasticta prioneris (Hopffer, 1874)
Catasticta sisamnus (Fabricius, 1793)
Groupe de notha  
Catasticta corcyra (Felder, C & R Felder, 1859)
Catasticta eurigania (Hewitson, 1870)
Catasticta notha (Doubleday, 1847)
Catasticta pieris (Hopffer, 1874)
- Sous-genre Archonoia (Reissinger, 1972)

Groupe de ctemene  
Catasticta ctemene (Hewitson, 1869)
Catasticta hebra (Lucas, 1852)
Groupe de teutamis  
Catasticta pharnakia (Fruhstorfer, 1907)
Catasticta teutamis (Hewitson, 1860)
Groupe de grisea  
Catasticta grisea (Joicey & Rosenberg, 1915)
Catasticta huancabambensis (Joicey & Rosenberg, 1915)
Catasticta pluvius (Tessmann, 1928)
Catasticta potameoides (Reissinger, 1972)
Catasticta sella (Eitschberger & Racheli, 1998)
Groupe de colla  
Catasticta chelidonis (Hopffer, 1874)
Catasticta colla (Doubleday, 1847)
Catasticta ludovici (Eitschberger & Racheli, 1998)
- Sous-genre Catasticta

Groupe de susiana  
Catasticta collina (Brown, F, 1939)
Catasticta sinapina (Butler, 1896)
Catasticta pillcopata (Bollino, 2008)
Catasticta radiata (Kollar, 1850)
Catasticta reducta (Butler, 1896)
Catasticta susiana (Hopffer, 1874)
Catasticta scaeva (Röber, 1909)
Groupe de philone  
Catasticta anaitis (Hewitson, 1869)
Catasticta discalba (Brown, F & Gabriel, 1939)
Catasticta distincta (Lathy & Rosenberg, 1912)
Catasticta frontina (Brown, F & Gabriel, 1939)
Catasticta leucophaea (Lathy & Rosenberg, 1912)
Catasticta nimbata (Joicey & Talbot, 1918)
Catasticta philone (Felder, C & R Felder, 1865)
Catasticta pyrczi (Bollino, 2008)
Catasticta smithia (Brown, F & Gabriel, 1939)
Catasticta suadela (Hopffer, 1874)
Catasticta suasa (Röber, 1908)
Groupe d'aureomaculata  
Catasticta aureomaculata (Lathy & Rosenberg, 1912)
Catasticta ferra (Brown, F & Gabriel, 1939)
Catasticta modesta (Lucas, 1852)
Catasticta philais (Felder, C & R Felder, 1865)
Catasticta philo Groupe de a (Felder, C & R Felder, 1865)
Catasticta rileya (Brown, F & Gabriel, 1939)
Catasticta tamsa (Brown, F & Gabriel, 1939)
Groupe de manco  
Catasticta fulva (Joicey & Rosenberg, 1915)
Catasticta incerta (Dognin, 1888)
Catasticta lanceolata (Lathy & Rosenberg, 1912)
Catasticta lycurgus (Godman & Salvin, 1880)
Catasticta manco (Doubleday, 1848)
Catasticta philoscia (Felder, C & R Felder, 1861)
Catasticta pinava (Doubleday, 1847)
Catasticta scurra (Röber, 1924)
Groupe de troezene  
Catasticta affinis (Röber, 1909)
Catasticta gelba (Brown, F & Gabriel, 1939)
Catasticta giga (Brown, F & Gabriel, 1939)
Catasticta philodora (Brown, F, 1939)
Catasticta seitzi (Lathy & Rosenberg, 1912)
Catasticta troezene (Felder, C & R Felder, 1865)
Catasticta watkinsi (Lathy & Rosenberg, 1912)
- Sous-genre Hesperochoia (Reissinger, 1972)

Groupe de poujadei  
Catasticta eximia (Röber, 1909)
Catasticta poujadei (Dognin, 1887)
Catasticta revancha (Rey & Pyrcz, 1996)
Groupe de  chrysolopha  
Catasticta atahuallpa (Eitschberger & Racheli, 1998)
Catasticta chrysolopha (Kollar, 1850)
Catasticta cora (Lucas, 1852)
Catasticta similis (Lathy & Rosenberg, 1912)
Catasticta superba (Lathy & Rosenberg, 1912)
Catasticta truncata (Lathy & Rosenberg, 1912)
Groupe de toca  
Catasticta apaturina (Butler, 1901)
Catasticta tamina (Röber, 1909)
Catasticta thomasorum (Jasinski, 1998)
Catasticta toca (Doubleday, 1847)
Catasticta tomyris (Felder, C & R Felder, 1865)
Groupe de teutila  
Catasticta duida (Brown, F, 1932)
Catasticta teutila (Doubleday, 1847)
- Sous-genre Leodontoia (Reissinger, 1972)

Groupe de cerberus  
Catasticta cerberus (Godman & Salvin, 1889)
Groupe d'amastris  
Catasticta abiseo (Lamas & Bollino, 2004)
Catasticta amastris (Hewitson, 1874)
Catasticta marcapita (Röber, 1909)
Catasticta paucartambo (Eitschberger & Racheli, 1998)
Catasticta semiramis (Lucas, 1852)
Catasticta socorrensis (Fassl, 1915)
Catasticta striata (Eitschberger & Racheli, 1998)
Catasticta vilcabamba (Lamas & Bollino, 2004)
Groupe de cinerea  
Catasticta cinerea (Butler, 1897)
Catasticta coerulescens (Eitschberger & Racheli, 1998)
Catasticta rochereaui (Le Cerf, 1924)
Groupe d'albofasciata  
Catasticta albofasciata (Lathy & Rosenberg, 1912)
Catasticta tricolor (Butler, 1897)
Catasticta uricoecheae (Felder, C & R Felder, 1861)
Catasticta vulnerata (Butler, 1897)
Groupe de rosea  
Catasticta arborardens (Reissinger, 1972)
Catasticta rosea (Joicey & Rosenberg, 1915)

### Articles liés
- Lépidoptères
- Pierinae
- Pierini